# Laila Peak (Dolina Haramosh)
Laila Peak – szczyt górski o wysokości 6985 m. w dolinie Haramosh przy lodowcu Chogolungma (Karakorum). Pierwsze i jedyne do roku 2013 wejście należy do wyprawy japońskiego klubu Hekiryou Alpine Club. Kierownikami ekspedycji byli Yoshinora Isomura i Tomiyasa Ishikawa. Wyprawa założyła pięć obozów. Szczyt został zdobyty 9 sierpnia 1975 roku przez Ryuichi Babaguchi i Kohzo Sakai.